# Ча Вин (провинция)
Ча Вин (на виетнамски: Trà Vinh) е виетнамска провинция разположена в регион Донг Банг Сонг Ку Лонг. На север граничи с провинция Бен Че, на юг със Сок Чанг, на запад с Вин Лонг, а на изток с Южнокитайско море. Населението е 1 045 600 жители (по приблизителна оценка за юли 2017 г.).
Ча Вин е дом на значителен брой представители на кмерската етническа група, като мнозинството от тях са останали още от времето, когато територията на провинцията е била част от Кмерската империя. Значителен и броят на етнически китайци, които във Виетнам са познати като Хоа.

## Административно деление
Провинция Ча Вин се състои от един самостоятелен град-административен център Ча Вин и от седем окръга:
- Канг Лонг
- Тяу Тхан
- Кау Ке
- Тию Кан
- Кау Нганг
- Ча Ку
- Дуйен Хай